# Elena Arzak
Elena Arzak, née 4 juillet 1969 à Saint-Sébastien (Espagne), est une cheffe cuisinière espagnole. Elle est cheffe du restaurant triplement étoilé Arzak, avec son père, Juan Mari Arzak. Elle a été nommée «meilleure femme chef du monde» 2012 par le 50 Best.

## Biographie
Elle commence a travailler au restaurant familial, Arzak, à l'âge de 11 ans, devenant ainsi la quatrième génération de sa famille à y travailler. Elle travaille notamment deux heures par jour pendant les vacances d’été de l’école. À l'époque, sa grand-mère était cheffe du restaurant. Son père, Juan Mari Arzak, a d'abord travaillé pour sa mère au restaurant, avant de devenir lui-même chef.
Après qu'elle a fréquenté l'école hôtelière de Lucerne en Suisse, son père l'envoie à l'étranger se former dans d'autres restaurants. Elle travaille pendant six mois au Gavroche à Londres en 1989 sous la direction d'Albert Roux et aux côtés de Michel Roux Jr. qui est également en formation à l'époque. Elle se forme également à la Maison Troisgros, au Louis XV auprès d'Alain Ducasse et au restaurant Pierre Gagnaire. Elle revient en Espagne et travaille au elBulli.
Elle devient cheffe du restaurant familial aux côtés de son père. En 2011, elle apparaît au Restaurant Show à Londres. Elle fait l'ouverture officielle du spectacle aux côtés de Rachel Quigley et fait également une démonstration de cuisine. Elle a exclu d'ouvrir un deuxième restaurant pour le moment, tout en déclarant : "Je ne dirai jamais jamais".